# Cybocephalus reitteri
Cybocephalus reitteri là một loài bọ cánh cứng trong họ Cybocephalidae. Loài này được Uhagon miêu tả khoa học năm 1876.